# Dacryodes glabra
Dacryodes glabra là một loài thực vật có hoa trong họ Burseraceae. Loài này được (Steyerm.) Cuatrec. mô tả khoa học đầu tiên năm 1957.